# Copa del Generalísimo 1944/45
Die Copa del Generalísimo 1944/45 war die 41. Austragung des spanischen Fußballpokalwettbewerbes, der heute unter dem Namen Copa del Rey stattfindet.
Der Wettbewerb startete am 31. Dezember 1944 und endete mit dem Finale am 24. Juni 1945 im Estadi Montjuïc in Barcelona. Titelverteidiger des Pokalwettbewerbes war Atlético Bilbao. Den Titel gewann zum dritten Mal in Folge Atlético Bilbao durch einen 3:2-Erfolg in der Neuauflage des Finalspiels vom Vorjahr gegen den FC Valencia.

## Vorrunde
Die Hinspiele wurden am 31. Dezember 1944, die Rückspiele am 21. Januar 1945 ausgetragen.
|                     | Gesamt |                   | Hinspiel | Rückspiel |
| ------------------- | ------ | ----------------- | -------- | --------- |
| Deportivo La Coruña | 0:3    | Real Sociedad     | 0:0      | 0:3       |
| Cultural Leonesa    | 03:11  | Atlético Bilbao   | 1:3      | 2:8       |
| Celta Vigo          | 3:4    | RCD Español       | 2:3      | 1:1       |
| FC Barakaldo        | 5:4    | Real Murcia       | 2:1      | 3:3       |
| CD Constancia       | 5:7    | Real Oviedo       | 4:3      | 1:4       |
| CF Barcelona        | 10:10  | Real Saragossa    | 5:1      | 5:0       |
| CD Sabadell         | 2:5    | CD Alcoyano       | 1:1      | 1:4       |
| Atlético Aviación   | 5:2    | Betis Sevilla     | 4:1      | 1:1       |
| SD Ceuta            | 1:9    | Real Madrid       | 0:4      | 1:5       |
| FC Valencia         | 4:1    | Jerez CF          | 3:0      | 1:1       |
| FC Sevilla          | 7:1    | RCD Mallorca      | 6:0      | 1:1       |
| FC Granada          | 5:2    | Hércules Alicante | 4:2      | 1:0       |

- Real Gijón, CD Castellón, Club Ferrol und Real Santander erhielten ein Freilos.

## Achtelfinale
Die Hinspiele wurden am 11. Februar, die Rückspiele am 4. März 1945 ausgetragen.
|                   | Gesamt |                 | Hinspiel | Rückspiel |
| ----------------- | ------ | --------------- | -------- | --------- |
| CF Barcelona      | 2:5    | Atlético Bilbao | 1:2      | 1:3       |
| Real Gijón        | 1:2    | Real Oviedo     | 0:0      | 1:2       |
| Atlético Aviación | 2:0    | Club Ferrol     | 2:0      | 0:0       |
| FC Sevilla        | 2:2    | Real Madrid     | 1:0      | 1:2       |
| FC Valencia       | 3:2    | CD Alcoyano     | 1:0      | 2:2       |
| Real Santander    | 2:5    | CD Castellón    | 1:2      | 1:3       |
| FC Barakaldo      | 0:7    | RCD Español     | 0:4      | 0:3       |
| FC Granada        | 4:2    | Real Sociedad   | 3:0      | 1:2       |

### Entscheidungsspiele
Das Spiel wurde am 21. März in Valencia ausgetragen.
|            | Ergebnis |             |
| ---------- | -------- | ----------- |
| FC Sevilla | 2:0      | Real Madrid |

## Viertelfinale
Die Hinspiele wurden am 1. April, die Rückspiele am 27. Mai 1945 ausgetragen.
|                   | Gesamt |                 | Hinspiel | Rückspiel |
| ----------------- | ------ | --------------- | -------- | --------- |
| Atlético Aviación | 1:2    | Atlético Bilbao | 1:2      | 0:0       |
| CD Castellón      | 4:4    | FC Granada      | 3:0      | 1:4       |
| Real Oviedo       | 2:4    | RCD Español     | 1:2      | 1:2       |
| FC Valencia       | 5:3    | FC Sevilla      | 5:1      | 0:2       |

### Entscheidungsspiele
Das Spiel wurde am 31. Mai in Madrid ausgetragen.
|              | Ergebnis |            |
| ------------ | -------- | ---------- |
| CD Castellón | 1:2      | FC Granada |

## Halbfinale
Die Hinspiele wurden am 3. Juni, die Rückspiele am 10. Juni 1945 ausgetragen.
|             | Gesamt |                 | Hinspiel | Rückspiel |
| ----------- | ------ | --------------- | -------- | --------- |
| FC Valencia | 3:2    | FC Granada      | 2:0      | 1:2       |
| RCD Español | 1:4    | Atlético Bilbao | 0:0      | 1:4       |

## Finale
| Atlético Bilbao                              | Atlético Bilbao | FC Valencia | FC Valencia |
| -------------------------------------------- | --- | --- | ----------- |
| Atlético Bilbao                              | \| 24. Juni 1945 in Barcelona (Estadi Montjuïc) \| \| Ergebnis: 3:2 (2:2) \| \| Zuschauer: 55.000 \| \| Schiedsrichter: Pedro Escartín \|                                                                | \| 24. Juni 1945 in Barcelona (Estadi Montjuïc) \| \| Ergebnis: 3:2 (2:2) \| \| Zuschauer: 55.000 \| \| Schiedsrichter: Pedro Escartín \|                                                                 | FC Valencia |
| Atlético Bilbao                              | Raimundo Lezama – José Luis Bergareche, Juan José Mieza – Francisco Celaya, Roberto Bertol , Nando – Rafael Iriondo, José Luis Panizo, Zarra, Francisco Gárate, Agustín Gaínza Cheftrainer: Juan Urquizu | Ignacio Eizaguirre – Álvaro Pérez, Juan Ramón – Vicente Asensi, Carlos Iturraspe, Simón Lecue – Inocencio Bertolí, Amadeo Ibáñez, Mundo, Silvestre Igoa, Guillermo Gorostiza Cheftrainer: Eduardo Cubells | FC Valencia |
| Atlético Bilbao                              | 1:1 Zarra (21.) 2:1 Rafael Iriondo (26.) 3:2 Rafael Iriondo (90.) | 0:1 Amadeo Ibáñez (12.) 2:2 Mundo (37.) | FC Valencia |
| Atlético Bilbao                              | Platzverweis: Zarra (86.) | Platzverweis: Álvaro Pérez (86.) | FC Valencia |
| 24. Juni 1945 in Barcelona (Estadi Montjuïc) | | |             |
| Ergebnis: 3:2 (2:2)                          | | |             |
| Zuschauer: 55.000                            | | |             |
| Schiedsrichter: Pedro Escartín               | | |             |